# Bartramia longicauda

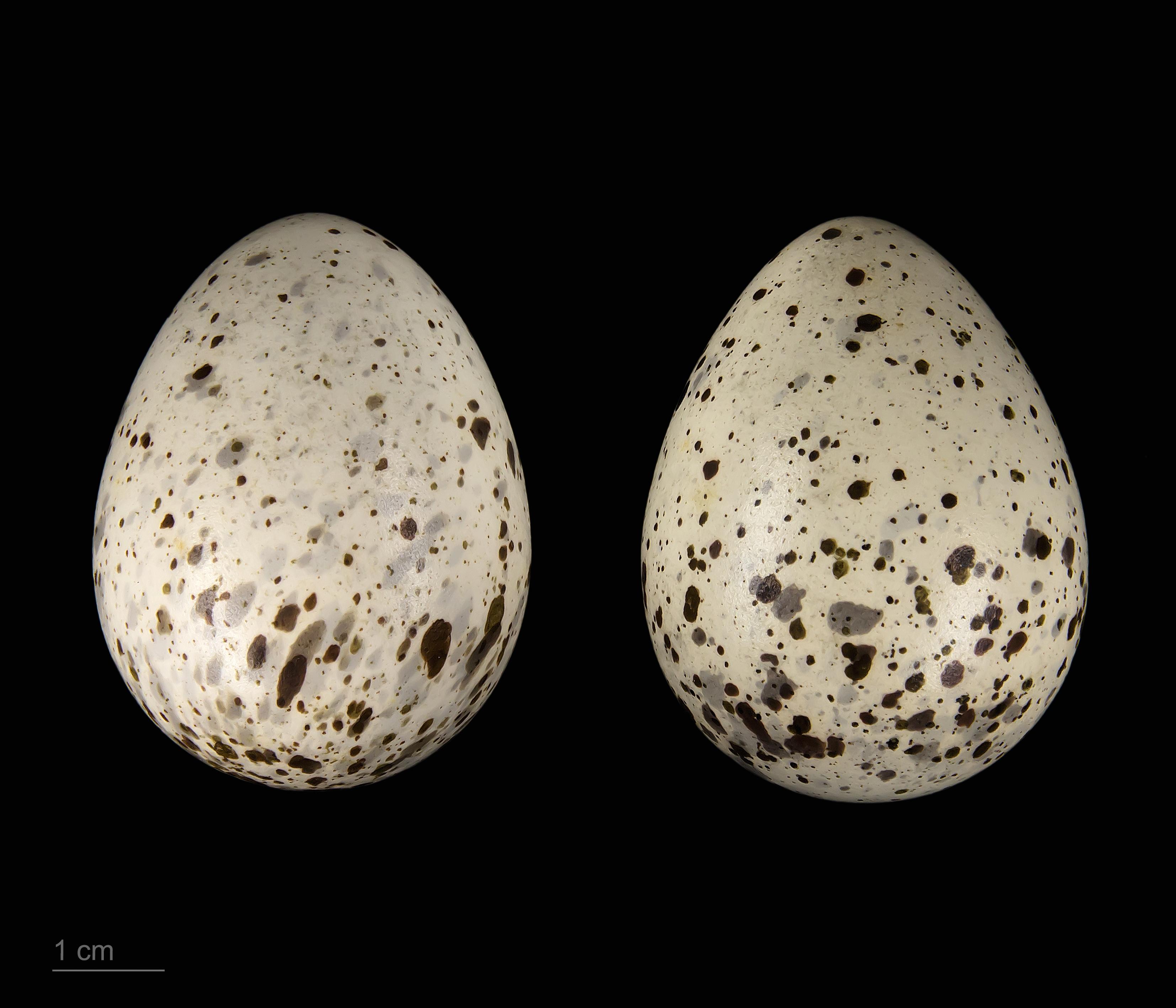
Bartramia longicauda

Il piro-piro codalunga (Bartramia longicauda Bechstein, 1812) è un uccello della famiglia Scolopacidae. È l'unica specie del genere Batramia.

## Distribuzione e habitat
Questo uccello vive in tutto il Nord America e d'inverno migra in Sud America. È saltuario nei Caraibi, in Australia, Nuova Zelanda, Mauritania, Gabon. È di passo anche in Europa, dove lo si incontra sulla costa atlantica (Isole Scilly in particolare), in Germania, Svezia e in Italia.